# Castell de Montargull
Castell de Montargull és un monument del llogaret de Montargull al municipi de Llorac (Conca de Barberà) declarat bé cultural d'interès nacional.

## Descripció
A la banda oriental del terme es troba el despoblat de Montargull. A tocar de l'església de Sant Jaume hi havia el castell, del qual queden escasses restes de fonamentacions i alguns fragments de murs.
La part antiga de l'església, per les seves reduïdes dimensions, és possible que es bastís com a capella castral.

## Història
El castell de Montargull apareix documentat per primera vegada l'any 1077 quan Guillem Bernat de Queralt i la seva esposa Ermessenda feren donació del castell a un grup de famílies a fi que colonitzessin l'indret. La següent menció al castell és de l'any 1157 que Ferrer el donà a la seva muller Ermessenda en usdefruit; en els anys següents la possessió estigué en mans dels seus fills. Berenguer de Montargull va cedir el castell a l'orde del Temple els quals van anar incrementant les seves possessions i drets a Montargull al llarg dels segles xii i xiii.
Malgrat els templers eren senyors de Montargull, els Queralt hi conservaren encara certs drets i al llarg de la tretzena centúria anaren recuperant el lloc en part o íntegrament. En el testament de Pere III de Queralt, del 1282, ell s'intitula senyor de Montargull i li deixa en herència al seu fill. En el fogatjament de 1365-70 consta com a senyor de Montargull Dalmau de Queralt, senyor de Santa Coloma. Aquesta família a finals del segle xvi va rebre el títol de comtes de Santa Coloma. Van continuar senyorejant l'indret de Montargull fins a la fi de l'antic règim.